# Boston Marathon 1956
De Boston Marathon 1956 werd gelopen op donderdag 19 april 1956. Het was de 60e editie van de Boston Marathon. Aan deze wedstrijd mochten geen vrouwen deelnemen. De Fin Antti Viskari kwam als eerste over de streep in 2:14.14.
Het parcours is te kort gebleken. Het had namelijk niet de lengte van 42,195 km, maar 41,1 km.

## Uitslag
| rang   | naam            | land | tijd    |
| ------ | --------------- | ---- | ------- |
| Goud   | Antti Viskari   | FIN  | 2:14.14 |
| Zilver | John J. Kelley  | USA  | 2:14.33 |
| Brons  | Eino Oksanen    | FIN  | 2:17.56 |
| 4      | Nicholas Costes | USA  | 2:18.01 |
| 5      | Dean Thackwray  | USA  | 2:20.24 |
| 6      | Ted Corbitt     | USA  | 2:28.06 |
| 7      | Gordon Dickson  | CAN  | 2:28.45 |
| 8      | Joseph W. Tyler | USA  | 2:29.17 |
| 9      | Robert Cons     | USA  | 2:29.24 |
| 10     | Fred Wilt       | USA  | 2:29.27 |

1897 ·
1898 ·
1899 ·
1900 ·
1901 ·
1902 ·
1903 ·
1904 ·
1905 ·
1906 ·
1907 ·
1908 ·
1909 ·
1910 ·
1911 ·
1912 ·
1913 ·
1914 ·
1915 ·
1916 ·
1917 ·
1918 ·
1919 ·
1920 ·
1921 ·
1922 ·
1923 ·
1924 ·
1925 ·
1926 ·
1927 ·
1928 ·
1929 ·
1930 ·
1931 ·
1932 ·
1933 ·
1934 ·
1935 ·
1936 ·
1937 ·
1938 ·
1939 ·
1940 ·
1941 ·
1942 ·
1943 ·
1944 ·
1945 ·
1946 ·
1947 ·
1948 ·
1949 ·
1950 ·
1951 ·
1952 ·
1953 ·
1954 ·
1955 ·
1956 ·
1957 ·
1958 ·
1959 ·
1960 ·
1961 ·
1962 ·
1963 ·
1964 ·
1965 ·
1966 ·
1967 ·
1968 ·
1969 ·
1970 ·
1971 ·
1972 ·
1973 ·
1974 ·
1975 ·
1976 ·
1977 ·
1978 ·
1979 ·
1980 ·
1981 ·
1982 ·
1983 ·
1984 ·
1985 ·
1986 ·
1987 ·
1988 ·
1989 ·
1990 ·
1991 ·
1992 ·
1993 ·
1994 ·
1995 ·
1996 ·
1997 ·
1998 ·
1999 ·
2000 ·
2001 ·
2002 ·
2003 ·
2004 ·
2005 ·
2006 ·
2007 ·
2008 ·
2009 ·
2010 ·
2011 ·
2012 ·
2013 ·
2014 ·
2015 ·
2016 ·
2017 ·
2018 ·
2019 ·
2020 ·
2021 ·
2022